# Megasurcula carpenteriana
Megasurcula carpenteriana là một loài ốc biển cỡ vừa, là động vật thân mềm chân bụng sống ở biển trong họ Turridae. Loài này sinh sống ở vùng biển Tây Thái Bình Dương. Chúng được đặt tên theo nhà khoa học Philip Pearsall Carpenter.

## Hình ảnh

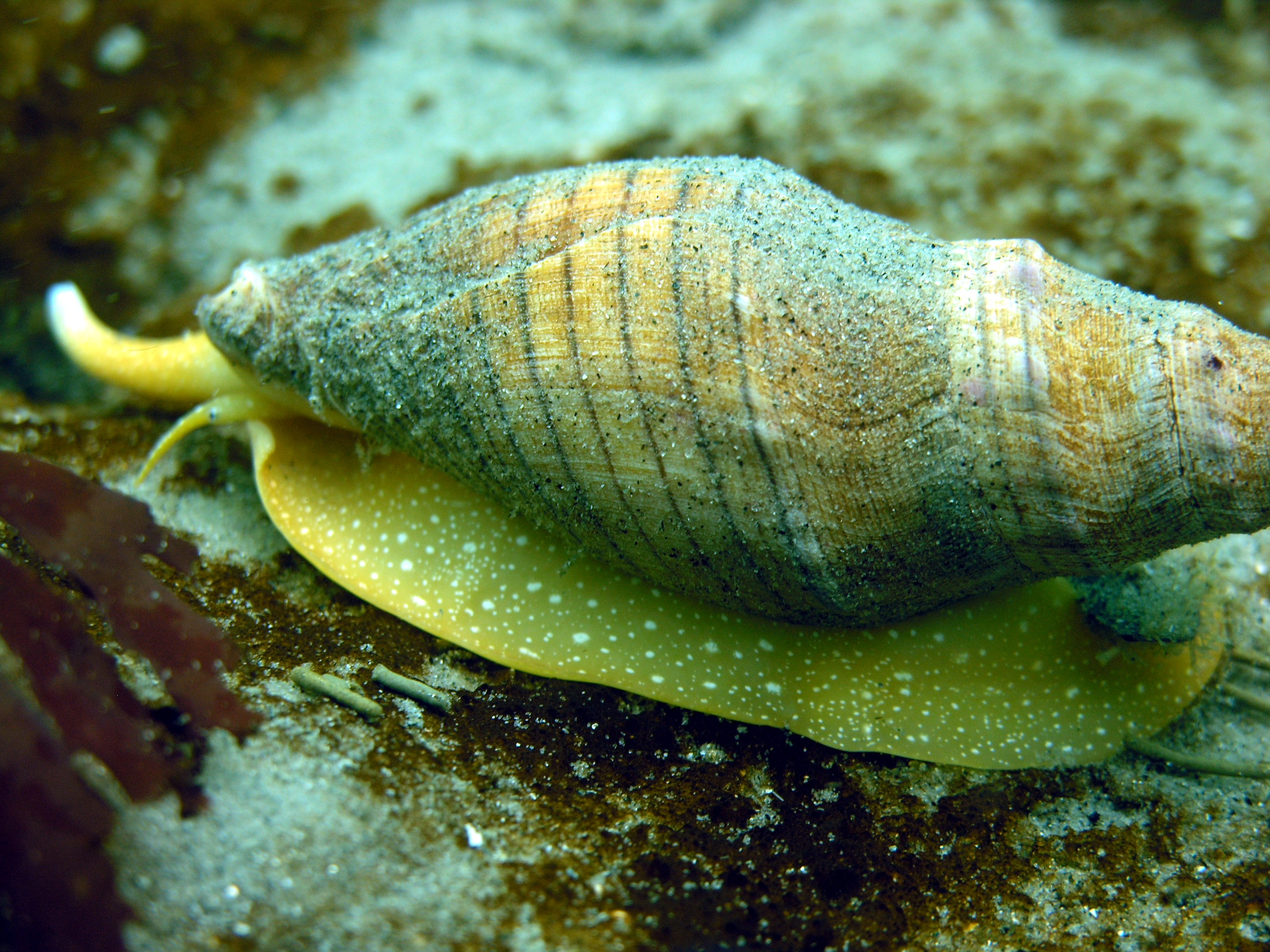

## Phân loài
- Megasurcula carpenteriana fernandoana[9]